# Daughters
Daughters – drugi singiel amerykańskiego rapera Nasa wydany 1 maja 2012 roku w serwisie iTunes. Utwór został wyprodukowany przez No I.D.'ego i promuje dziesiąty studyjny album rapera Life is Good. „Daughters” zadebiutował na 78. miejscu amerykańskiej listy Hot R&B/Hip-Hop Songs. Do utworu został zrealizowany teledysk w reżyserii Chrisa Robinsona, który 30 maja 2012 roku przekroczył milion odsłon w serwisie YouTube.

## Lista utworów
| # | Tytuł       | Producent | Sample | Czas |
| - | ----------- | --------- | --- | ---- |
| 1 | „Daughters” | No I.D.   | - Wayne McGhie & the Sounds of Joy – „Na Na Hey Hey Kiss Him Goodbye” - Cloud One – „Dust to Dust” - Kool and the Gang – "N.T." | 3:20 |